# خرگوشک دورف

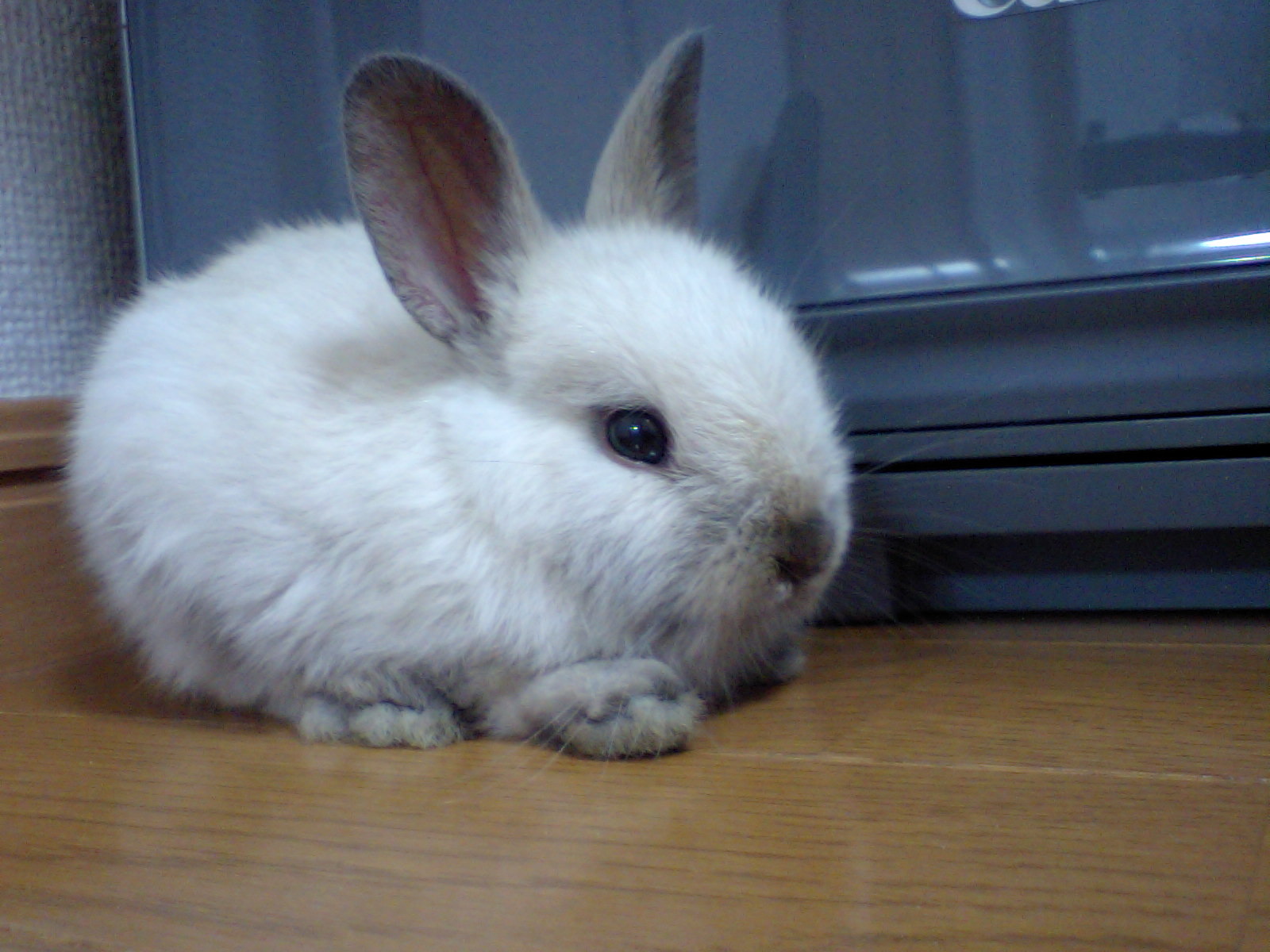
یک خرگوشک دورف از نژادهای پرورشی خرگوشک دورف هلندی

خرگوشک کوتوله یا دورف (به انگلیسی: Dwarf rabbit) به‌طور رسمی به خرگوشی دارای ژن کوتوله، یا به‌طور غیررسمی به هر نوع نژاد کوچک از خرگوش خانگی و نمونه آن، یا به هر گونه از سرده خرگوشان کوچک گفته می‌شود. کوتولگی یک اختلال ژنتیکی است که امکان دارد در انسان‌ها و بسیاری از جانوران دیگر از جمله خرگوش رخ دهد. کوتوله‌گرایی واقعی اغلب با مجموعه‌ای از ناهنجاری‌های فیزیکی، شامل کمبود هورمون رشد همراه است. روند کوتوله‌سازی به منظور پرورش زادگیری گزینشی در اندازه کوچکتر با هر نسل استفاده می‌شود. اندازه کوچک از مشخصه‌های نئوتنی می‌باشد، که ممکن است بخشی از جذابیت جانوران دورف را به خود اختصاص دهد.
خرگوش کوتوله هلندی کوچک‌ترین نوع از خرگوش اهلی یا خانگی است.